# Frederik Barfod

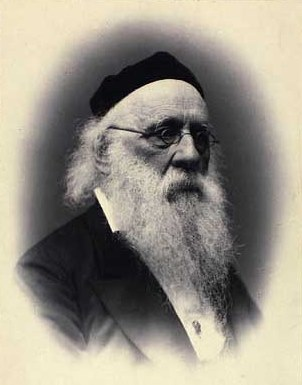
Frederik Barfod

Povl Frederik Barfod (* 7. April 1811 in Lyngby, Djursland; † 15. Juni 1896 in Frederiksberg) war ein dänischer Schriftsteller und Politiker.

## Leben
Barfod war ein Sohn des Priesters Hans Peter Barfoed (15. Februar 1770 – 14. November 1841) und dessen erster Frau Marie Cathrine (1776–1816, geborene Hjorth) sowie der Halbbruder des Priesters und Genealogen Immanuel Barfod (16. Juli 1820 – 15. Mai 1896). Er studierte ab 1828 an der Universität Kopenhagen und war anschließend für einige Zeit als Hauslehrer auf dem Land tätig. Seit 1832 lebte er wieder in Kopenhagen, arbeitete zunächst dort als Lehrer und unternahm in den Sommermonaten Reisen durch das Land, um historische Informationen in den örtlichen Archiven, Kirchenbüchern zu sammeln. An der Knabenschule, die 1834 auf seine Initiative hin gegründet wurde, arbeiteten die Lehrer ohne Bezahlung. Sie wurde 1926 in „Frederik Barfods Schule“ umbenannt. Barfod verfasste ein Poetisk Læsebog for Børn og barnlige Sjæle, das 1835 bis 1836 erschien. Im Jahr 1836 war er einer der Mitbegründer der dänisch Selskabet for en forbedret Retskrivnings Udbredelse ‚Gesellschaft zur Verbesserung Rechtschreibung‘. In den Jahren 1838 bis 1839 war er Amanuensis an der Universitätsbibliothek und gründete 1839 die Zeitschrift Brage og Idun: et nordisk Fjærdingårsskrift, in der bis 1842 Beiträge von Autoren der skandinavischen Länder veröffentlicht wurden. Von 1846 bis 1856 war er Bibliothekar der skandinavischen Gesellschaft „Det skandinaviske Selskab“ und gab von 1845 bis 1846 den Skandinavisk Folkekalender heraus. Sein Engagement und seine Unterstützung der „bauernfreundlichen“ Bewegung, führten dazu, dass er wegen seiner politischen Schriften 1846 angeklagt und zu 5 Jahren Zensur verurteilt wurde. Die Reststrafe entfiel durch den Tod König Christians VIII. Ursprünglich war Barfod ein Anhänger der Autokratie König Friedrichs VI. Nach dem Tod Friedrichs VI. bekannte er sich rückhaltlos zu ultraradikalen Ansichten. Er wurde einer der leidenschaftlichsten Vorkämpfer des nordischen Einheitsgedankens oder der skandinavischen Idee und schloss sich jedoch später dem Freundeskreis „Tylvten“ an. 1848 bis 1849 war er Mitglied der konstituierenden Reichsversammlung und später bis 1869 Mitglied des Folketings, einige Zeit Beamter im Ministerium des Innern und zuletzt Assistent an der Königlichen Bibliothek Dänemarks.

## Familie
Barfod heiratete am 11. September 1841 Emilie (geborene Birkedal, † 1864). Vilhelm Birkedal (1809–1892) war sein Schwager.
- Hans Peter Gote Birkedal-Barfod (14. September 1843 – 30. Juni 1926) ein Historiker.[3]
- Agate Johanne Gote Birkedal-Barfod (29. Januar 1845 – 31. Januar 1929) ⚭ 20. September 1867 mit Jørgen Carl La Cour (8. Juni 1838 – 21. Februar 1898).[4]
  - Der Historiker Vilhelm la Cour war Barfods Enkel.
- Nikolaj Frederik Severin Grundtvig Gote Birkedal-Barfod (16. März 1848 – 14. Januar 1928).[5]
- Ludvig Harbo Gote Birkedal-Barfod (27. Mai 1850 – 17. Oktober 1937), wurde Organist.
- Hulda Christine Nielsen Birkedal-Barfod (27. Mai 1850 – 5. Dezember 1878)
- Kirstine Charlotte Gote Birkedal-Barfod (24. April 1852 – 24. März 1877)

## Werke (Auswahl)
Als Schriftsteller trat er zuerst mit poetischen Versuchen auf und veröffentlichte dann mehrere historische Werke von lebendiger, oft etwas überladener Darstellung:
- Danmarks og Norges Historie under Kong Frederik den tredie.
- En rejse i Dalarne. Gyldendal, Kopenhagen 1863 (archive.org).
- Kong Kristian den Niendes Regerings-Dagbog. 1869.
- Fortællinger af Fædrelandets Historie. 4. Auflage 1873, 2 Bände.
- Billeder af Nordens Historie. 1874.
- Seks Forelæsninger over Nordens Oldtid. 1876.
- Ledetraad i Danmarks Historie. 9. Auflage 1879.